# Paris Mai (chanson)
Pour l’article homonyme, voir Paris Mai.
Paris Mai est une chanson de l'auteur-compositeur-interprète français Claude Nougaro sortie initialement en 1968 sur un 45 tours édité par le label Philips, puis la même année sur l'album éponyme, qui évoque les importantes manifestations et grèves qui ont lieu au printemps 1968 en France.
C'est une des œuvres les plus connues du chanteur, mais aussi une des plus controversées : la chanson fut censurée et interdite de diffusion à sa sortie,.

## Contexte

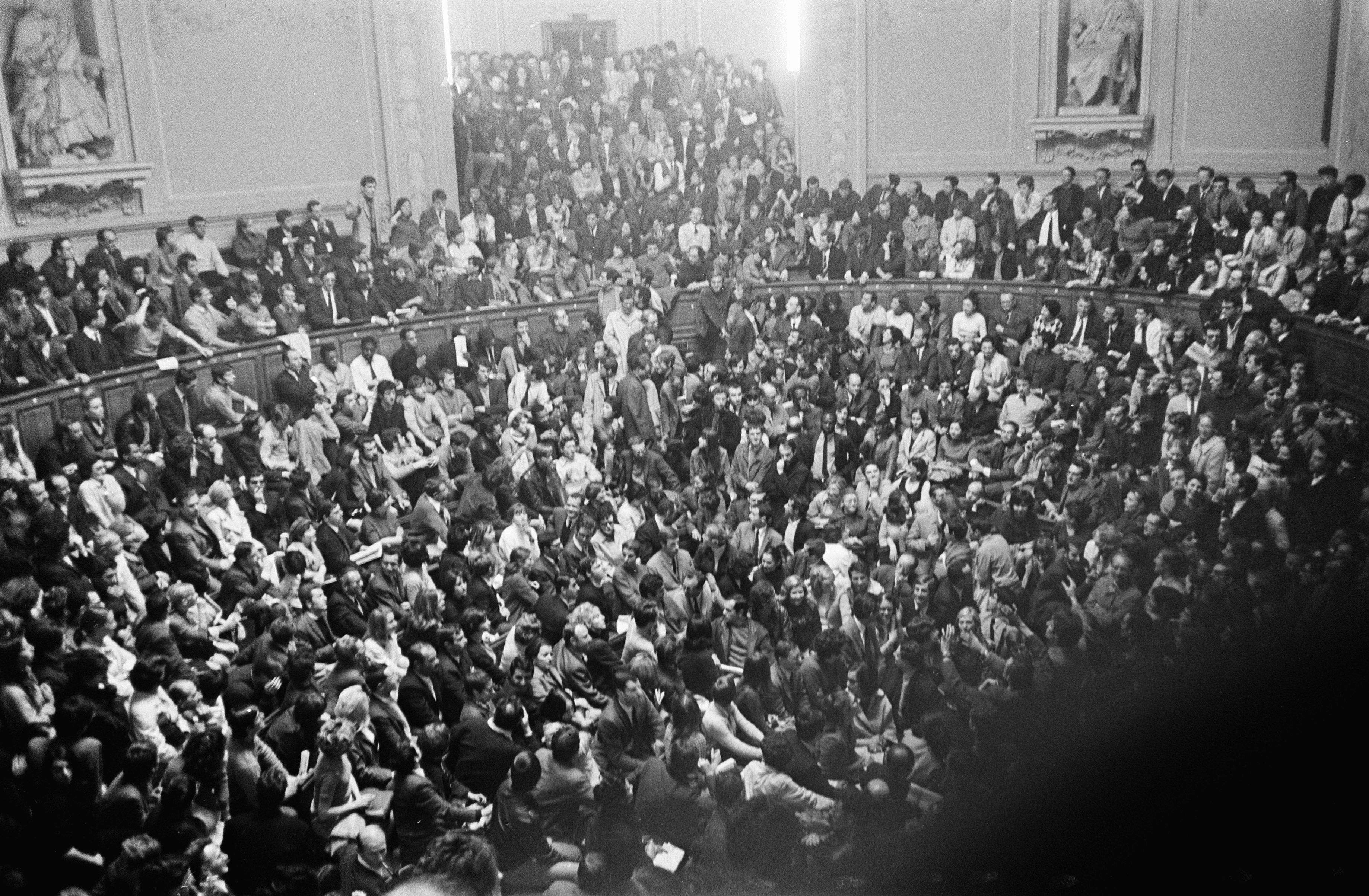
La Sorbonne occupée par les étudiants, le 28 mai 1968.

Nougaro, qui vivait à Paris à cette époque, a été profondément marqué par les événements de Mai 68 dans la capitale française et a rapidement écrit un texte, encore sous le coup de l'émotion.
Mis à part le très engagé Les Anarchistes de Ferré, les célébrités de l'époque laisseront un peu de distance avant d'écrire sur les évènements (Ferrat en 1969, Le Forestier en 1971). Seul Nougaro réagit dans l'immédiateté, sans pour autant tomber dans le militantisme politique qu'il n'aime pas. Sa chanson n'est pas une incitation à la révolte, mais simplement un cri du cœur dans lequel il pose ses mots de poète sur le malaise de la jeunesse.

## Paroles et musique
Nougaro veut avant tout apporter son regard d'artiste sur les événements dont il vient d'être témoin. Son texte, parfois lyrique, toujours poétique, transmet ses émotions. Il est tour à tour choqué, résigné, amer, mais aussi enthousiaste, utopique et plein d'espoir. Mais par-dessus tout, il veut exprimer les questionnements et le mal être de la jeunesse de l'époque, à la recherche de liberté mais toujours enfermée dans le carcan d'une société qui peine à évoluer :
« Je voudrais savoir si l'homme a raison ou pas »
« Si je dois endosser cette guérite étroite / Avec sa manche gauche, avec sa manche droite »
Les arrangements sont l'œuvre d'un de ses complices habituels, Eddy Louiss. Ce qui frappe tout d'abord c'est le contraste entre les couplets, calmes, qui ne sont pas chantés mais scandés, et le refrain, très énergique et chanté à pleins poumons en allant crescendo.
Le refrain, constitué de seulement deux mots répétés à l'envi, fait l'effet d'un flot torrentiel inarrêtable : 
« Mai mai mai Paris mai / Mai mai Paris… »
Cet effet est accentué par la durée inhabituellement longue de la chanson (plus de 6 minutes).
Par son format et son chant scandé, la chanson présente un côté avant-gardiste qui n'est pas sans rappeler le slam, genre musical qui connaîtra son essor 30 ans plus tard.

## Accueil et censure

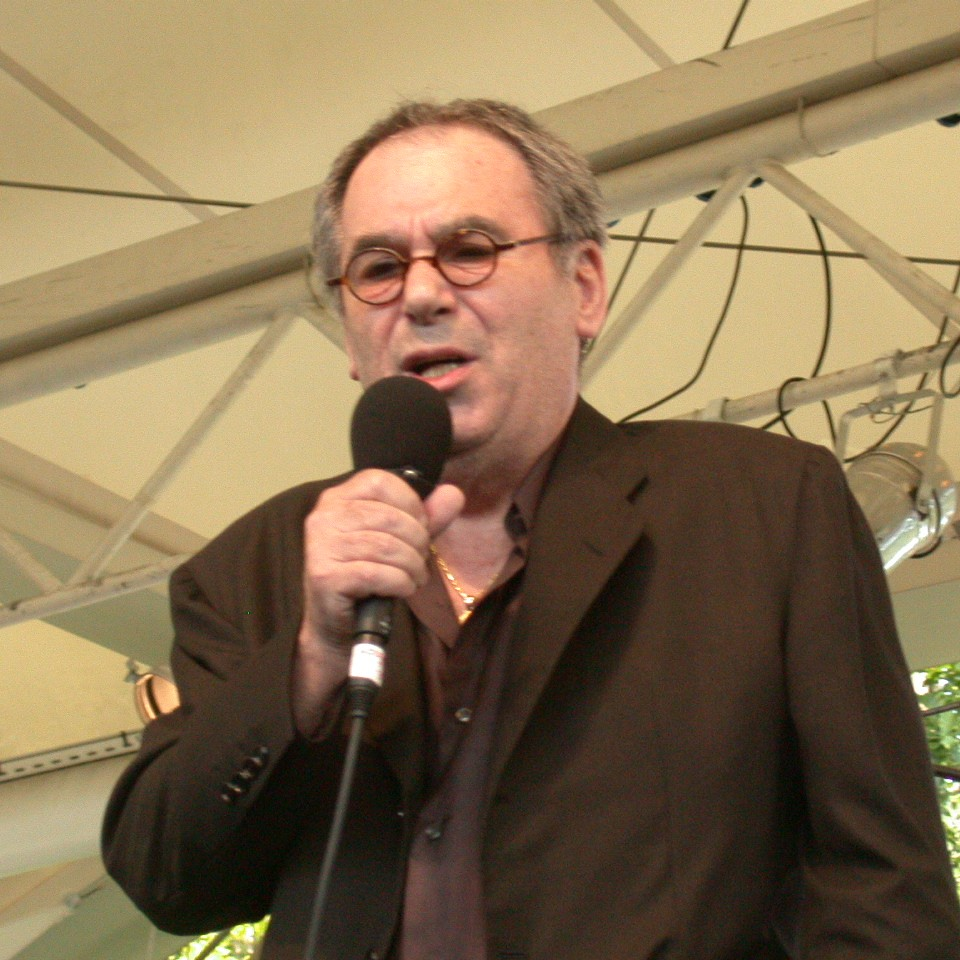
Claude Nougaro sur scène en juin 2003.

Dès sa sortie, la chanson est censurée et interdite de diffusion tant à la radio qu'à la télévision. Les raisons n'en sont pas données explicitement, elle est simplement « jugée subversive ». Les événements de Mai 1968 sont encore très récents et les autorités craignent de nouveaux troubles. Le texte de Nougaro n'incite à aucun moment à continuer la lutte, mais la simple évocation du sujet est suspecte d'attiser la flamme.
Les milieux conservateurs et nationalistes sont choqués par certains vers, notamment l'évocation des « hymnes cramoisis » , interprétée comme une critique de La Marseillaise, sujet tabou à l'époque.
Avec le temps, Paris Mai devient un classique incontournable du chanteur, présent sur la plupart de ses compilations,.

## Reprises
- En 2008, le slameur Abd al Malik écrit et interprète Paris mais... qui s'inspire de, et sample, la chanson de Claude Nougaro.
- En 2014, la chanteuse Luciole reprend Paris Mai de Claude Nougaro, en duo avec Gaël Faye[9].
- En 2016, la chanson est reprise lors des manifestations parisiennes de Nuit debout[10].
- En 2021, la chanson est reprise par le groupe aurillacois Foolbazard dans leur album La fin du monde est proche.